# شيفاجي (ممثل)
شيفاجي هو ممثل هندي، ولد في 12 مايو 1957، وتوفي في 30 سبتمبر 2004.

## وصلات خارجية
- شيفاجي على موقع IMDb (الإنجليزية)
- شيفاجي على موقع قاعدة بيانات الفيلم (الإنجليزية)
- شيفاجي على موقع كينوبويسك (الروسية)